# Polycentropus pirisinui
Polycentropus pirisinui is een schietmot uit de familie Polycentropodidae. De soort komt voor in het Palearctisch gebied.